# Encelia canescens
Encelia canescens Lam., 1786, conosciuta anche come coronilla del fraile o sunchu è una pianta della famiglia delle Asteracee.

## Descrizione
Piccolo cespuglio molto ramificato e sempreverde che raggiunge un'altezza di circa 80 cm; talli striati, fogliame di colore verde-cenere. Le foglie sono di colore verde pallido, alternate, di lunghezza variabile fra i 3 e 7 cm di lunghezza e fra gli 0,7 e 2 cm di larghezza. Le infiorescenze hanno fino a 14 petali di colore giallo, con il centro marrone scuro.

## Distribuzione e habitat
Cresce spontaneamente in Cile fino ai 2000 m di altitudine lungo la Cordigliera delle Ande, in Bolivia e in Perù, oltre che nelle valli andine fino ai 3500 m s.l.m.

## Usi
La medicina tradizionale attribuisce al decotto delle foglie di sunchu diverse proprietà: con l'aggiunta di miele si usa per trattare i dolori polmonari; viene assunta a digiuno per alleviare l'itterizia; i talli si utilizzano come diuretico e per alleviare i dolori di stomaco; l'infusione delle foglie e i talli si usa per regolarizzare il flusso mestruale; le foglie fresche o la resina si masticano per sbiancare i denti; le radici maciullate si applicano sui morsi di serpente e altri animali.
Si utilizza anche come pianta ornamentale, data la quantità delle sue infiorescenze.